# Liste der von Bundeskanzler Merz empfangenen hochrangigen Besucher

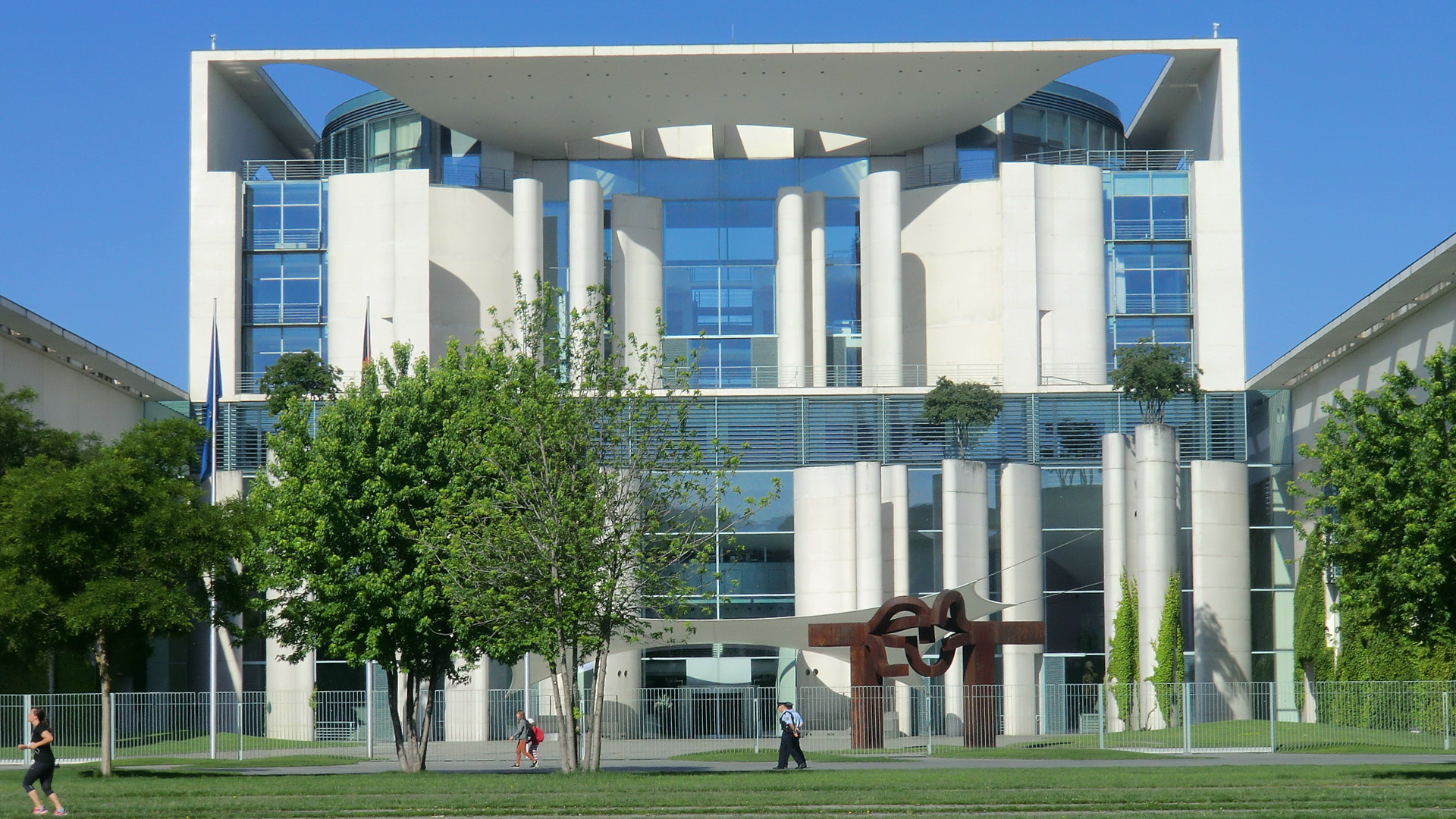
Bundeskanzleramt

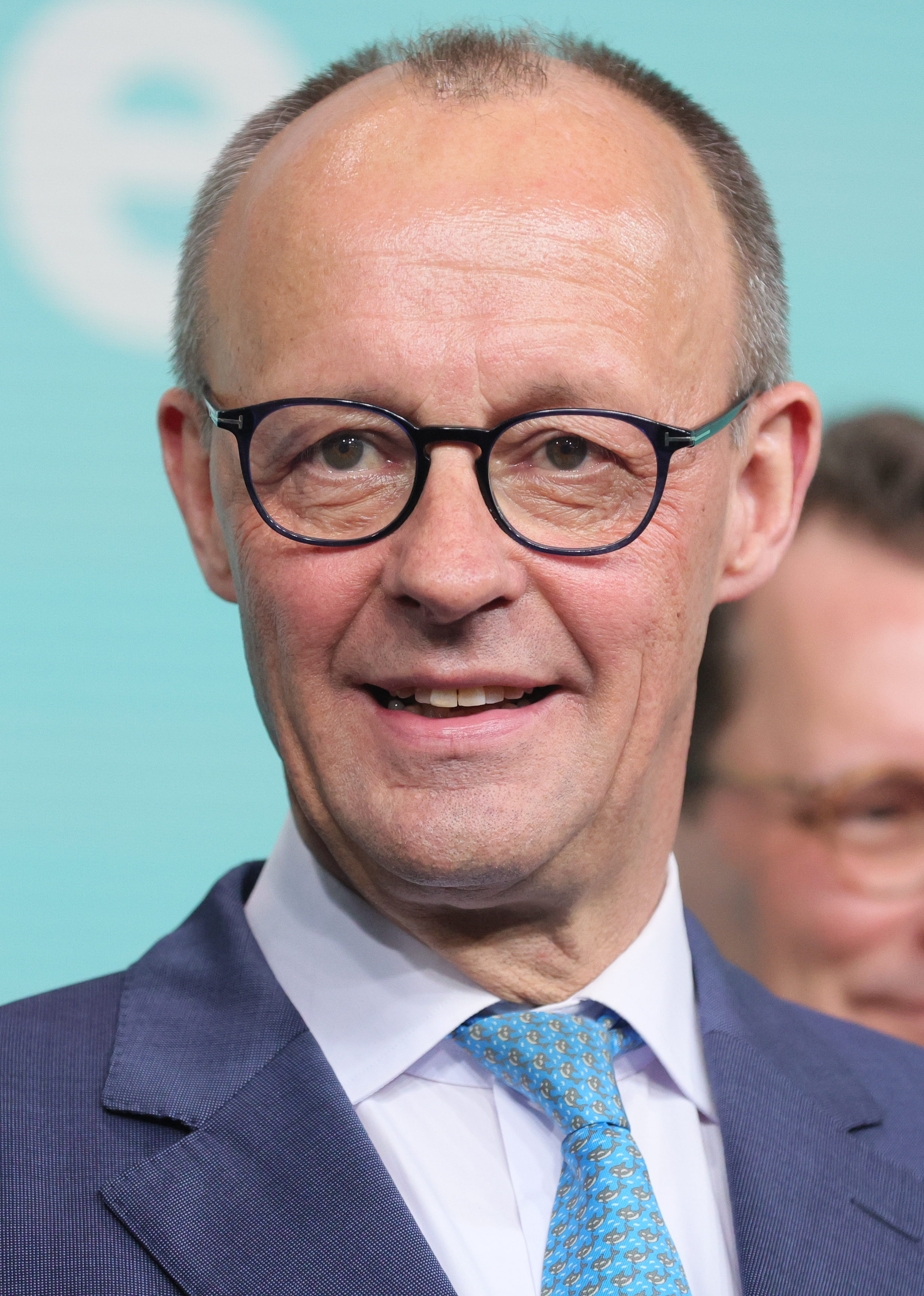
Friedrich Merz, Bundeskanzler seit 2025

Die Liste der von Bundeskanzler Merz empfangenen hochrangigen Besucher enthält die öffentlich empfangenen Gäste des Bundeskanzleramts seit dem Amtsantritt am 6. Mai 2025.

## Liste der Besuche

### 2025
| Datum      | Land / Organisation | Staatsgast                                                  | Bild | Quelle |
| ---------- | ------------------- | ----------------------------------------------------------- | ---- | ------ |
| 12. Mai    | Israel              | Jitzchak Herzog, Staatspräsident Israels                    |      | [ 1 ]  |
| 13. Mai    | Griechenland        | Kyriakos Mitsotakis, Ministerpräsident Griechenlands        |      | [ 2 ]  |
| 14. Mai    | Vereinte Nationen   | António Guterres, Generalsekretär der Vereinten Nationen    |      | [ 3 ]  |
| 28. Mai    | Ukraine             | Wolodymyr Selenskyj, Präsident der Ukraine                  |      | [ 4 ]  |
| 10. Juni   | Niederlande         | Dick Schoof, Ministerpräsident der Niederlande              |      | [ 5 ]  |
| 11. Juni   | Dänemark            | Mette Frederiksen, Ministerpräsidentin Dänemarks            |      | [ 6 ]  |
| 27. Juni   | Österreich          | Christian Stocker, Bundeskanzler Österreichs                |      | [ 7 ]  |
| 1. Juli    | Luxemburg           | Luc Frieden, Premierminister Luxemburgs                     |      | [ 8 ]  |
| 4. Juli    | Europäische Union   | Christine Lagarde, Präsidentin der Europäischen Zentralbank |      | [ 9 ]  |
| 9. Juli    | NATO                | Mark Rutte, NATO-Generalsekretär                            |      | [ 10 ] |
| 18. Juli   | Rumänien            | Nicușor Dan, Präsident Rumäniens                            |      | [ 11 ] |
| 21. Juli   | Norwegen            | Jonas Gahr Støre, Ministerpräsident Norwegens               |      | [ 12 ] |
| 22. Juli   | Tschechien          | Petr Fiala, Ministerpräsident Tschechiens                   |      | [ 13 ] |
| 23. Juli   | Frankreich          | Emmanuel Macron, Präsident Frankreichs                      |      | [ 14 ] |
| 29. Juli   | Jordanien           | Abdullah II. bin al-Hussein, König Jordaniens               |      | [ 15 ] |
| 13. August | Ukraine             | Wolodymyr Selenskyj, Präsident der Ukraine                  |      | [ 16 ] |